# Ferdinand Kuschel
Ferdinand Kuschel (15. května 1899 Šternberk – 21. března 1966 Kempten) byl český sochař a malíř německé národnosti.

## Život

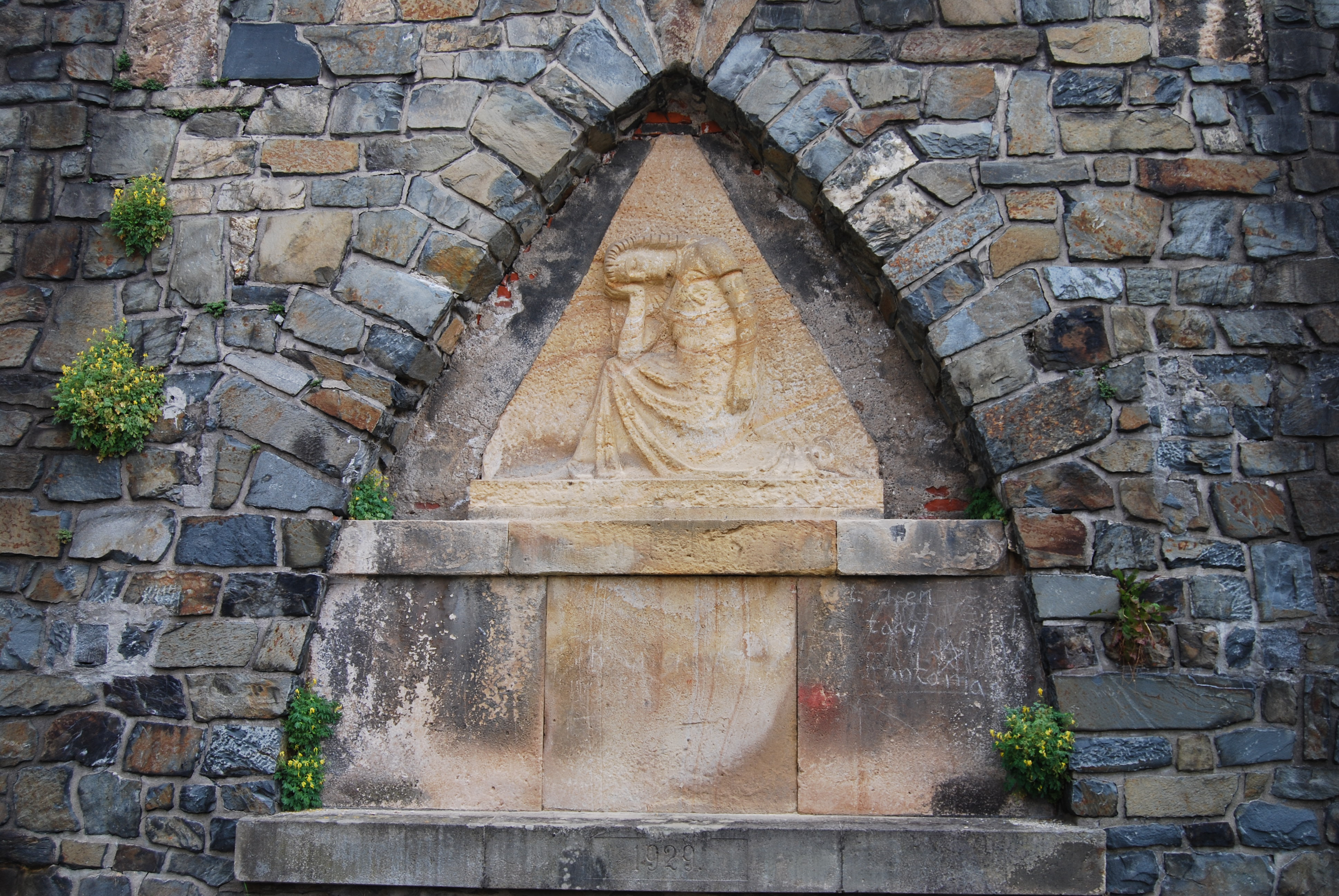
Reliéf truchlící ženy ve Šternberku (před opravou, 2014)

Narodil se do řeznické rodiny Ferdinanda Kuschela staršího (1863–1930) a jeho manželky Ludmily, rozené Badstieberové (1870–1946), která pocházela z rodu místních špeditérů. Rodina žila dlouhá léta ve Šternberku v rodinném domě v Olomoucké ulici čp. 74 , v blízkosti měšťanské střelnice (od roku 1914 Národního domu české menšiny). Celá rodina se hlásila k německé národnosti a k římskokatolické církvi. Ferdinand Měl tři mladší sestry. Absolvoval obecnou a měšťanskou školu ve Šternberku. V září 1916 nastoupil jako sedmnáctiletý do 1. ročníku odborné školy pro zpracování kamene v Supíkovicích nedaleko Jeseníku, tehdy s oficiálním titulem K. und k. Fachschule für Steinbearbeitung in Saubsdorf. Přestože studia ukončil z důvodu nástupu do povinné vojenské služby již 6. března 1917, lze předpokládat, že si základy kamenické práce osvojil. Po válce nastoupil v Olomouci do učení k českému sochaři Juliu Pelikánovi V říjnu 1922 odešel na studia do Vídně, kde získal stipendium na vídeňské akademii na tříleté studium všeobecného sochařství, které absolvoval u prof. Josefa Müllnera a v letech 1924-1927 u profesora Hanse Bitterlicha. Zformovalo se tam jeho levicové občanské smýšlení sociálního demokrata, nikoliv však politicky organizovaného. Pod vlivem secesních základů svého školení a nastupuijícího stylu sochařské moderny vytvořil v roce 1925 bustu Johanna Strausse mladšího, která silně připomíná vídeňský pomník od Edmunda Hellmera. Za své sochy Trpitel, Vzkříšení a Ukřižovaný, které jsou známy jen z dobových fotografií, obdržel zvláštní cenu Akademie.  
V roce 1928 vrátil do rodného města, kde především jako sochař tvořil. Jen ze studijních kreseb jsou známy ženské portréty jeho matky Ludmily, pozdější manželky Marie zvané Mizzi, autoportréty i studie hlav, rukou a předmětů. Byl členem olomouckého Metznerbundu, profesního sdružení německých výtvarníků za první republiky. V roce 1938 se představitelé Metznerbundu přihlásili k nacistické ideologii, Kuschel s nimi vystavoval celkem třikrát, naposledy na spolkové výstavě v Liberci roku 1940, pak přerušil spojení. Z jeho děl jsou ve výstavních katalozích evidována Kašna, dvě busty a sousoší Milenci (1930).  Další práce jsou známy z jeho osobního fotoarchivu, uloženého v Městském archivu v Kemptenu. 
Řídil se svým tvůrčím heslemː Technika není nic, všechno je duše. 
Význam jeho tvorby přesáhl hranice Československa. Vytvářel zejména pomníky padlým v první světové válce, z nichž se dochovalo jediné torzo ve Šternberku, zatímco skulptury v nedalekých Lužicích (z roku 1931) a v Babicích (1932) byly zničeny. V nice zdi pod kostelem Zvěstování Panny Marie ve Šternberku je vsazen reliéf truchlící ženy, střední část dřívějšího Kriegsdenkmalu, památníku obětem první světové války, který byl vytvořen roku 1929 na základě návrhu architekta Wilhelma Etzela. Po stranách reliéfu byly původně dvě kamenné mužské hlavyː válečníka v ocelové přílbě a trpitele, snad Krista. Na soklu byla původně vytesánal jména 371 obětí bez ohledu na etnický původ či náboženské vyznání, která nacisté dali v roce 1938 odsekat. Kašna před pomníkem byla součástí pomníku, přesto byla odstraněna v rámci stavebních úprav prostranství v roce 2000 (ǃ). 
Dochovala se také pieta nad portálem kostela Mladějovicích z roku 1935.
V době, kdy byl Šternberk jakožto součást Sudet připojen k Třetí říši, byl Ferdinand Kuschel kvůli svým prodemokratickým a protinacistickým veřejným postojům perzekvován a nemohl tvořit. 
Navzdory tomu mu byla po druhé světové válce zamítnuta žádost o navrácení československého státního občanství a spolu s ostatními sudetskými Němci byl roku 1946 s manželkou Marií odsunut do Kemptenu v bavorském regionu Allgäu.  
Zážitky z války i provizorní ubytování v bývalých kasárnách na něj měly negativní vliv, zpočátku se ani nemohl vrátit k umělecké činnosti. Obdržel sice členský průkaz nově ustaveného profesního svazu výtvarných umělců regionu Allgäu, který začal brzy pořádat vlastní výstavy, ale sochařské zakázky dostávali starousedlíci jako Fidelis Bentele, Karl Hoefelmayr nebo Max Pöppel. Kuschel si ani znovu nezařídil vlastní ateliér a jen kvůli obživě se později věnoval malování akvarelů a kreseb, které nazýval skici. 
V roce 1951 Kuschel dostal od Krajského svazu spojených krajanských sdružení v Kemptenu zakázku na vytvoření pomníku obětem odsunu. Vytvořil k němu model i kresby, publikováné v prosinci v místních novinách Der Allgäuer s pozitivním ohlasem. Realizaci pomníku zabránilo záporné stanovisko švábské vlády i bavorského ministerstva vyučování z roku 1952. Oficiálním důvodem měla být formální podoba monumentu. Spekulovalo se, že k zákazu přispěly známé antinacistické postoje umělce a neúčast jeho rodiny na politických akcícch Sudetoněmeckého krajanského sdružení. Jediným dochovaným monumentálním dílem z té doby tak zůstává Kašna utečenců (Flüchtlingsbrunnen) v ulici Kantstrasse v Kemptenu, osazená roku 1955 v novém sídlišti Rottach, kde Kuschelovi bydleli, protože bylo postaveno pro sociální zajištění vysídlenců z Východu. 
Většina Kuschelových sochařských, malířských i kreslířských děl v současnosti není v originále k dispozici. O to cennější byl nález několika stovek akvarelů z kemptenského období roku 2011 v domě bratrů Alfreda a Waltera Schlossnikelových v bavorském Mnichově.